# Signorinella

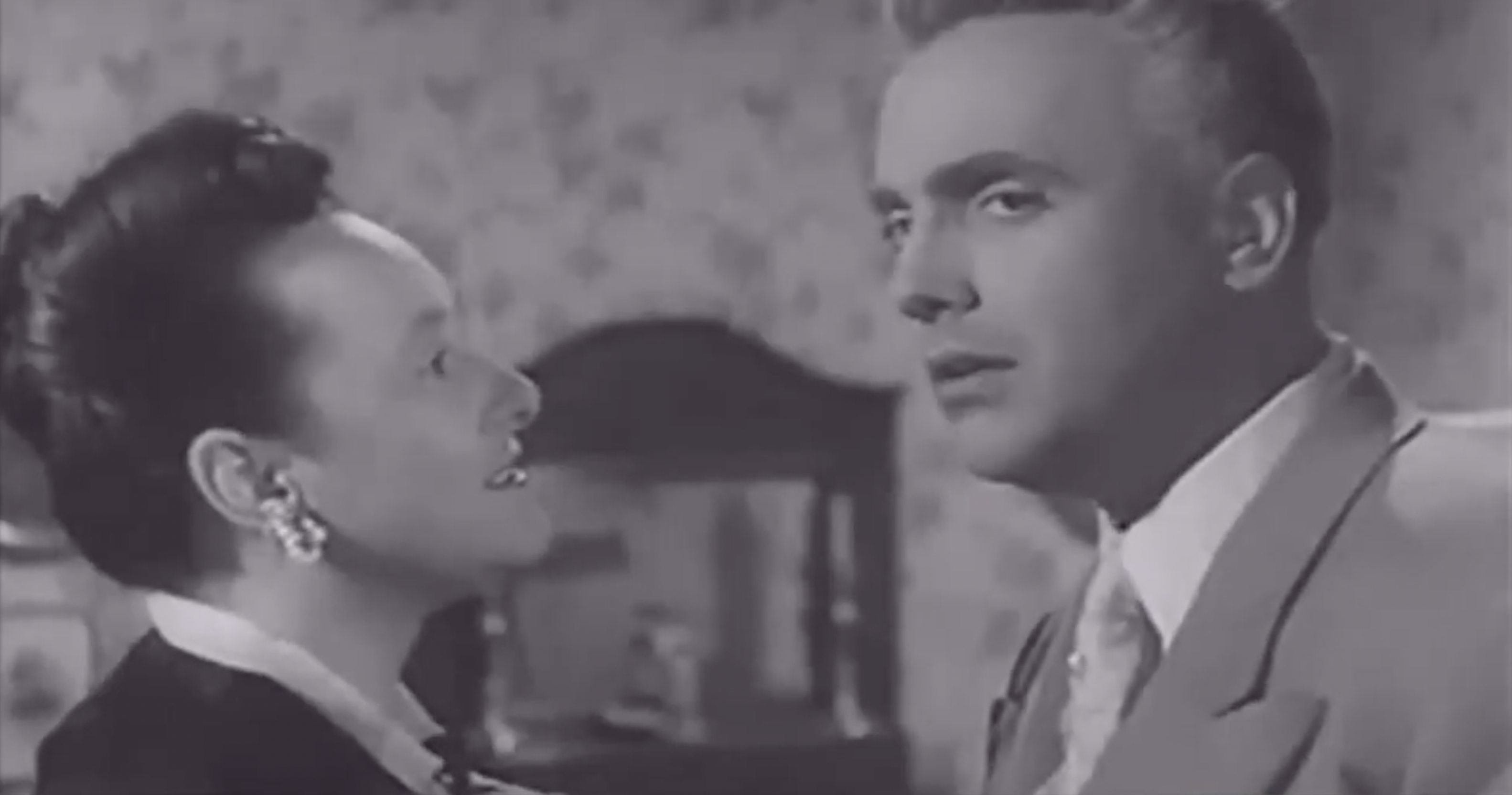
Ave Ninchi et Gino Bechi dans une scène du film.

Signorinella est un film italien réalisé par Mario Mattoli, sorti en 1949.

## Synopsis
Deux personnages louches ont volé une luxueuse voiture américaine. Arrivés à proximité d'un village des Abruzzes, ils prennent à bord Maria, une jeune fille qui se sent mal et la ramènent chez elle.
Une rumeur se répand dans le village comme quoi l'un des deux serait un cousin de Maria, qui a émigré en Amérique, comme l'atteste la carte grise de la voiture. Le prétendu cousin et son ami sont ainsi accueillis avec tout le respect qui leur est dû...

## Distribution
- Gino Bechi : Don Cesare Balestri
- Antonella Lualdi : Maria Censi
- Aroldo Tieri : un voleur
- Ave Ninchi : Iris
- Aldo Silvani : Ernesto De Blasi
- Dina Sassoli : Carmela
- Vinicio Sofia : Modesto Rinaldi
- Ughetto Bertucci : un voleur
- Aldo Bufi Landi : Bruno de Blasi
- Ada Dondini : Cesira, la gouvernante
- Enzo Garinei ; assistant du notaire (crédité comme Vincenzo Garinei)
- Inga Gort - Monica
- Enrico Viarisio - commandant Gegé Lapicella